# 第88回都市対抗野球大会予選
第88回都市対抗野球大会予選は、第88回都市対抗野球大会に出場するチームを決定する全513試合の結果を記録したものである。

なお、本大会への出場を決める代表決定戦以外におけるコールド、延長のイニングは記載しない。

## 北海道地区

### 1次予選
- 1回戦

TRANSYS　4－3　札幌倶楽部
札幌ホーネッツ　9－2　旭川グレートベアーズ
伊達聖ヶ丘病院　9－7　ブレーブくしろ
小樽野球協会　7－6　札幌ブルーインズ
- 2回戦

TRANSYS　3－0　ウイン北広島
札幌ホーネッツ　5－0　オール苫小牧
函館太洋倶楽部　2－0　伊達聖ヶ丘病院
小樽野球協会　12－1　帯広倶楽部
- 3回戦

JR北海道硬式野球クラブ　9－2　TRANSYS
航空自衛隊千歳　7－3　札幌ホーネッツ
室蘭シャークス　11－0　函館太洋倶楽部
小樽野球協会　5－3　WEEDしらおい
- 敗者復活1回戦

TRANSYS　3－2　札幌ホーネッツ
WEEDしらおい　11－0　函館太洋倶楽部
- 代表決定戦

JR北海道硬式野球クラブ　6－5　航空自衛隊千歳
室蘭シャークス　12－4　小樽野球協会
- 敗者再復活1回戦

TRANSYS　13－5　WEEDしらおい
- 敗者復活代表決定戦

航空自衛隊千歳　6－1　小樽野球協会
- 敗者再復活代表決定戦

TRANSYS　3－2　小樽野球協会
JR北海道硬式野球クラブ、室蘭シャークス、航空自衛隊千歳、TRANSYSが2次予選に進出

### 2次予選
- 代表決定リーグ戦

第1戦　航空自衛隊千歳　7－3　TRANSYS
第2戦　JR北海道硬式野球クラブ　4－3　室蘭シャークス
第3戦　JR北海道硬式野球クラブ　4－2　航空自衛隊千歳
第4戦　室蘭シャークス　13－2　TRANSYS
第5戦　室蘭シャークス　5－1　航空自衛隊千歳
第6戦　JR北海道硬式野球クラブ　12－0　TRANSYS　（7回コールド）
JR北海道硬式野球クラブが本戦出場

## 東北地区

### 青森県1次予選
- 1回戦

自衛隊青森　6－3　キングブリザード
- 2回戦

自衛隊青森　8－4　全弘前倶楽部
弘前アレッズ　16－1　三菱製紙八戸クラブ
- 代表決定戦

弘前アレッズ　11－1　自衛隊青森
弘前アレッズが東北2次予選に進出

### 秋田県1次予選
- 1回戦

能代松陵クラブ　5－2　秋田ベースボールクラブ
大曲ベースボールクラブ　21－14　ノースアジア大校友クラブ
- 2回戦

TDK　33－0　能代松陵クラブ
ゴールデンリバース　13－9　秋田王冠クラブ
互大設備ダイヤモンドクラブ　10－1　由利本荘ベースボールクラブ
JR秋田　15－5　大曲ベースボールクラブ
- 準決勝（代表決定戦）

TDK　12－2　ゴールデンリバース
JR秋田　4－2　互大設備ダイヤモンドクラブ
- 決勝

TDK　6－0　JR秋田
TDK、JR秋田が東北2次予選に進出

### 岩手県1次予選
- 1回戦

赤崎野球クラブ　9－5　宮古倶楽部
釜石野球団　10－6　一戸桜陵クラブ
オール江刺　10－2　遠野クラブ
- 2回戦

JR盛岡　7－0　赤崎野球クラブ
水沢駒形野球倶楽部　9－2　久慈クラブ
盛岡球友倶楽部　7－0　北上REDS
MKSI BC　9－5　釜石野球団
花巻硬友倶楽部　10－3　オール不来方
盛岡倶楽部　14－5　住田硬式野球クラブ
盛友クラブ　10－8　矢巾硬式クラブ
トヨタ自動車東日本　12－2　オール江刺
- 3回戦

JR盛岡　5－4　水沢駒形野球倶楽部
MKSI BC　6－1　盛岡球友倶楽部
花巻硬友倶楽部　10－0　盛岡倶楽部
トヨタ自動車東日本　17－0　盛友クラブ
- 準決勝（代表決定戦）

JR盛岡　9－1　MKSI BC
トヨタ自動車東日本　11－2　花巻硬友倶楽部
- 決勝

トヨタ自動車東日本　3－0　JR盛岡
トヨタ自動車東日本、JR盛岡が東北2次予選に進出

### 山形県1次予選
- 1回戦（代表決定戦）

鶴岡野球クラブ　7－1　天童エンジェルス
きらやか銀行　27－0　新庄球友クラブ
- 決勝

きらやか銀行　22－0　鶴岡野球クラブ
きらやか銀行、鶴岡野球クラブが東北2次予選に進出

### 宮城県1次予選
- 1回戦

TFUクラブ　15－6　白山クラブ
青葉クラブ　10－8　石巻日和倶楽部
大崎トリプルクラウン　5－3　一迫ベースボールクラブ
- 敗者復活1回戦

HOKUTOベースボールクラブ　10－0　石巻日和倶楽部
白山クラブ　7－5　一迫ベースボールクラブ
- 敗者復活2回戦

HOKUTOベースボールクラブ　10－0　白山クラブ
- 3回戦

日本製紙石巻　11－1　青葉クラブ
東北マークス　17－8　大崎トリプルクラウン
JR東日本東北　11－1　HOKUTOベースボールクラブ
七十七銀行　12－2　TFUクラブ
- 準決勝（代表決定戦）

日本製紙石巻　15－1　東北マークス
JR東日本東北　6－4　七十七銀行
- 敗者復活代表決定戦

七十七銀行　7－0　東北マークス
- 決勝

日本製紙石巻　5－1　JR東日本東北
日本製紙石巻、JR東日本東北、七十七銀行が東北2次予選に進出

### 福島県1次予選
- 1回戦

須賀川クラブ　4－2　いわき菊田クラブ
郡山ベースボールクラブ　5－2　小峰クラブ
全白河野球クラブ　8－1　保原クラブ
- 2回戦

須賀川クラブ　9－4　自衛隊福島
富士通アイソテックベースボールクラブ　9－1　郡山ベースボールクラブ
北斗野球クラブ　15－4　会津ベースボールクラブ
福島硬友クラブ　18－4　郡山アスレチックスベースボールクラブ
オールいわきクラブ　12－1　二本松クラブ
ALL北嶺　7－0　川俣クラブ
福島クラブ　9－4　双葉相馬オーシャンズクラブ
郡山イーストジャパンクラブ　12－5　全白河野球クラブ
- 3回戦

富士通アイソテックベースボールクラブ　9－0　須賀川クラブ
福島硬友クラブ　8－5　北斗野球クラブ
ALL北嶺　11－7　オールいわきクラブ
郡山イーストジャパンクラブ　7－5　福島クラブ
- 準決勝（代表決定戦）

富士通アイソテックベースボールクラブ　9－5　福島硬友クラブ
郡山イーストジャパンクラブ　11－1　ALL北嶺
- 決勝

富士通アイソテックベースボールクラブ　9－2　郡山イーストジャパンクラブ
富士通アイソテックベースボールクラブ、郡山イーストジャパンクラブが東北2次予選に進出

### 東北2次予選
- 1回戦

JR東日本東北　7－1　富士通アイソテックベースボールクラブ
七十七銀行　10－5　JR盛岡
JR秋田　7－3　弘前アレッズ
郡山イーストジャパンクラブ　15－1　鶴岡野球クラブ
- 2回戦

きらやか銀行　4－0　JR東日本東北
七十七銀行　8－1　TDK
トヨタ自動車東日本　1－0　JR秋田
日本製紙石巻　14－0　郡山イーストジャパンクラブ
- 敗者復活1回戦

富士通アイソテックベースボールクラブ　4－3　JR秋田
JR盛岡　5－2　郡山イーストジャパンクラブ
JR東日本東北　9－0　弘前アレッズ
TDK　18－0　鶴岡野球クラブ
- 敗者復活2回戦

富士通アイソテックベースボールクラブ　5－2　JR盛岡
TDK　7－5　JR東日本東北
- 準決勝

きらやか銀行　5－1　七十七銀行
日本製紙石巻　5－4　トヨタ自動車東日本
- 敗者復活3回戦

富士通アイソテックベースボールクラブ　4－1　七十七銀行
TDK　3－1　トヨタ自動車東日本
- 第1代表決定戦

日本製紙石巻　6－2　きらやか銀行
- 敗者復活4回戦

TDK　7－1　富士通アイソテックベースボールクラブ
- 第2代表決定戦

きらやか銀行　3－0　TDK
日本製紙石巻、きらやか銀行が本戦出場

## 北信越地区

### 新潟県1次予選
- 1回戦

バイタルネット　14－0　佐渡軍団
- 2回戦

バイタルネット　16－0　野田サンダーズ
JR新潟　4－1　新潟クラブ野球団
五泉クラブ　4－2　ファイティングスピリット
新潟コンマーシャル倶楽部　20－4　オール飯豊
- 準決勝（代表決定戦）

バイタルネット　10－1　JR新潟
五泉クラブ　4－2　新潟コンマーシャル倶楽部
- 敗者復活代表決定戦

JR新潟　13－3　新潟コンマーシャル倶楽部
- 決勝

バイタルネット　11－0　五泉クラブ
バイタルネット、五泉クラブ、JR新潟が北信越2次予選に進出

### 長野県1次予選
- 1次リーグ

第1戦　千曲川硬式野球クラブ　8－1　佐久コスモスターズ硬式野球倶楽部
第2戦　千曲川硬式野球クラブ　6－1　長野好球倶楽部
第3戦　佐久コスモスターズ硬式野球倶楽部　15－0　長野好球倶楽部
（1位：千曲川硬式野球クラブ（2勝）、2位：佐久コスモスターズ硬式野球倶楽部（1勝1敗）、3位：長野好球倶楽部（2敗）
- 1回戦

千曲川硬式野球クラブ　7－2　フェデックス
信越硬式野球クラブ　10－1　佐久コスモスターズ硬式野球倶楽部
- 代表決定戦

信越硬式野球クラブ　4－0　千曲川硬式野球クラブ
- 敗者復活1回戦

フェデックス　11－6　佐久コスモスターズ硬式野球倶楽部
- 敗者復活代表決定戦

フェデックス　7－3　千曲川硬式野球クラブ
信越硬式野球クラブ、フェデックスが北信越2次予選に進出

### 富山県・石川県・福井県1次予選
- 1回戦

ロキテクノベースボールクラブ　10－2　Hard Ball Club金沢
- 2回戦（代表決定戦）

ロキテクノベースボールクラブ　3－0　富山ベースボールクラブ
伏木海陸運送　9－1　福井ミリオンドリームズ
- 敗者復活1回戦

Hard Ball Club金沢　7－6　福井ミリオンドリームズ
- 決勝

伏木海陸運送　6－0　ロキテクノベースボールクラブ
- 敗者復活代表決定戦

富山ベースボールクラブ　15－8　Hard Ball Club金沢
伏木海陸運送、ロキテクノベースボールクラブ、富山ベースボールクラブが北信越2次予選に進出

### 北信越2次予選
- 1回戦

信越硬式野球クラブ　10－0　五泉クラブ
伏木海陸運送　2－0　ロキテクノベースボールクラブ
バイタルネット　3－1　フェデックス
富山ベースボールクラブ　5－1　JR新潟
- 2回戦

伏木海陸運送　3－0　信越硬式野球クラブ
富山ベースボールクラブ　6－2　バイタルネット
- 代表決定戦

伏木海陸運送　6－0　富山ベースボールクラブ
伏木海陸運送が本戦出場

## 北関東地区

### 茨城県1次予選
- 1回戦

全神栖硬式野球クラブ　11－9　全水戸野球クラブ
TSUKUBA CLUB　1－0　茨城グリーンラークス
茨城ゴールデンゴールズ　15－0　鹿島レインボーズ
- 2回戦

JR水戸　8－3　全神栖硬式野球クラブ
全鹿嶋野球倶楽部　5－4　TSUKUBA CLUB
茨城ゴールデンゴールズ　8－2　大宮クラブ
日本ウェルネススポーツ大学　8－0　オール日立ドリームズ
- 3回戦（代表決定戦）

JR水戸　9－2　全鹿嶋野球倶楽部
日本ウェルネススポーツ大学　2－1　茨城ゴールデンゴールズ
- 準決勝

日立製作所　10－0　JR水戸
新日鐵住金鹿島　11－1　日本ウェルネススポーツ大学
- 順位決定戦

日本ウェルネススポーツ大学　10－3　JR水戸
- 決勝

日立製作所　7－4　新日鐵住金鹿島
日立製作所、新日鐵住金鹿島、日本ウェルネススポーツ大学、JR水戸が北関東2次予選に進出

### 栃木県1次予選
- 1回戦

全足利クラブ　10－3　鹿沼39
全栃木野球クラブ　6－3　宇工OBクラブ
コットンウェイ硬式野球倶楽部　11－3　宇都宮大学OBクラブ
TSK宇都宮　11－2　全那北硬式野球クラブ
- 2回戦（代表決定戦）

全足利クラブ　2－1　全栃木野球クラブ
コットンウェイ硬式野球クラブ　8－1　TSK宇都宮
- 決勝

全足利クラブ　4－1　コットンウェイ硬式野球クラブ
全足利クラブ、コットンウェイ硬式野球クラブが北関東2次予選に進出

### 群馬県1次予選
- 1回戦

大泉硬友野球クラブ　10－4　全前橋野球倶楽部
伊勢崎硬建クラブ　4－3　オール高崎野球倶楽部
- 2回戦

太田球友硬式野球倶楽部　8－7　大泉硬友野球クラブ
アゼリア館林硬式野球クラブ　12－9　伊勢崎硬建クラブ
- 準決勝（代表決定戦）

太田球友硬式野球倶楽部　3－1　アゼリア館林硬式野球クラブ
- 決勝

SUBARU　4－1　太田球友硬式野球倶楽部
SUBARU、太田球友硬式野球倶楽部が北関東2次予選に進出

### 北関東2次予選
- 1回戦

日立製作所　10－0　コットンウェイ硬式野球クラブ
SUBARU　11－1　JR水戸
全足利クラブ　7－6　日本ウェルネススポーツ大学
新日鐵住金鹿島　5－0　太田球友硬式野球倶楽部
- 代表決定リーグ戦

第1戦　日立製作所　10－1　全足利クラブ
第2戦　新日鐵住金鹿島　4－1　SUBARU
第3戦　SUBARU　17－7　全足利クラブ
第4戦　日立製作所　6－2　新日鐵住金鹿島
第5戦　新日鐵住金鹿島　7－0　全足利クラブ
第6戦　SUBARU　3－0　日立製作所
（1位：SUBARU（2勝1敗）、2位：日立製作所（2勝1敗）、3位：新日鐵住金鹿島（2勝1敗）、4位：全足利クラブ（3敗）＝1～3位は当該チーム間の対戦成績による）
- 代表決定トーナメント1回戦

新日鐵住金鹿島　3－0　日立製作所
- 第1代表決定戦

新日鐵住金鹿島　3－2　SUBARU
- 第2代表決定戦

日立製作所　7－2　SUBARU
新日鐵住金鹿島、日立製作所が本戦出場

## 南関東地区

### 埼玉県1次予選
- 1回戦

レジェンズ　7－4　WARRIORS 41
全大宮野球団　13－6　川口ゴールデンドリームス
松山OB野球団　3－1　全熊谷硬式野球クラブ
新波　9－1　かみかわ野球クラブ
一球幸魂倶楽部　6－1　全三郷硬式野球部
全浦和野球団　4－0　新座ダイアモンドドッグス
- 2回戦

都幾川倶楽部硬式野球団　4－3　レジェンズ
全大宮野球団　8－0　松山OB野球団
一球幸魂倶楽部　14－2　新波
所沢グリーンベースボールクラブ　5－1　全浦和野球団
- 3回戦

都幾川倶楽部硬式野球団　7－0　全大宮野球団
所沢グリーンベースボールクラブ　5－1　全浦和野球団
- 順位決定戦

都幾川倶楽部硬式野球団　1－0　所沢グリーンベースボールクラブ
オールフロンティア　11－6　深谷組
- 代表順位決定戦

Honda　7－2　日本通運
- 第3代表トーナメント1回戦

オールフロンティア　2－0　所沢グリーンベースボールクラブ
深谷組　6－1　都幾川倶楽部硬式野球団
- 第3代表決定戦

オールフロンティア　6－1　深谷組
Honda、日本通運、オールフロンティアが南関東2次予選に進出

### 千葉県1次予選
- 1回戦

BIG WINGS　5－3　ヌーベルベースボールクラブ
サウザンリーフ市原　11－5　Oceans
- 2回戦

YBC柏　17－2　BIG WINGS
千葉熱血MAKING　8－4　サウザンリーフ市原
- 対抗戦

YBC柏　8－1　千葉熱血MAKING
サウザンリーフ市原　3－2　BIG WINGS
- 3回戦

YBC柏　10－4　サウザンリーフ市原
千葉熱血MAKING　8－4　JR千葉
- 準決勝

新日鐵住金かずさマジック　6－2　YBC柏
JFE東日本　5－1　千葉熱血MAKING
- 敗者復活1回戦

千葉熱血MAKING　5－1　サウザンリーフ市原
YBC柏　8－0　JR千葉
- 敗者復活代表決定戦

YBC柏　9－1　千葉熱血MAKING
- 決勝戦

JFE東日本　2－1　新日鐵住金かずさマジック
JFE東日本、新日鐵住金かずさマジック、YBC柏が南関東2次予選へ進出

### 南関東2次予選
- 1回戦

日本通運　7－1　YBC柏
オールフロンティア　5－1　新日鐵住金かずさマジック
- 2回戦

日本通運　3－2　JFE東日本
オールフロンティア　3－1　Honda
- 敗者復活1回戦

Honda　7－0　YBC柏
新日鐵住金かずさマジック　4－1　JFE東日本
- 敗者復活2回戦

Honda　7－1　新日鐵住金かずさマジック
- 第1代表決定戦

日本通運　7－2　オールフロンティア
- 第2代表決定戦

Honda　11－1　オールフロンティア
日本通運、Hondaが本戦出場

## 東京地区

### 東京地区1次予選
- 1回戦

西多摩倶楽部　3－2　WIEN'Z
REVENGE99　21－2　東京弥生クラブ
エスプライド鉄腕硬式野球部　16－2　武蔵野クラブ
THINKフィットネス・GOLD'S GYMベースボールクラブ　3－0　全調布硬式野球倶楽部
TOKYO METS　5－1　TOKYO BAY LUSTERS
東京好球倶楽部　5－3　全府中野球倶楽部
- 2回戦

西多摩倶楽部　6－3　警視庁野球部
REVENGE99　1－0　エスプライド鉄腕硬式野球部
THINKフィットネス・GOLD'S GYMベースボールクラブ　4－3　TOKYO METS
東京好球倶楽部　3－2　日本ウェルネススポーツ大学・東京
- 代表決定戦

REVENGE99　5－3　西多摩倶楽部
THINKフィットネス・GOLD'S GYMベースボールクラブ　11－4　東京好球倶楽部
REVENGE99、THINKフィットネス・GOLD'S GYMベースボールクラブが2次予選に進出

### 東京地区2次予選
（1次予選免除：NTT東日本、東京ガス、鷺宮製作所、JR東日本、明治安田生命、セガサミー）
- 第1代表トーナメント1回戦

NTT東日本　6－1　THINKフィットネス・GOLD'S GYMベースボールクラブ
東京ガス　4－2　鷺宮製作所
JR東日本　7－4　明治安田生命
セガサミー　5－2　REVENGE99
- 第2代表トーナメント1回戦

鷺宮製作所　9－2　THINKフィットネス・GOLD'S GYMベースボールクラブ
明治安田生命　6－5　REVENGE99
- 第1代表トーナメント2回戦

NTT東日本　6－2　東京ガス
JR東日本　5－1　セガサミー
- 第2代表トーナメント2回戦

セガサミー　10－4　鷺宮製作所
東京ガス　4－3　明治安田生命
- 第2代表トーナメント3回戦

東京ガス　1－0　セガサミー
- 第1代表決定戦

NTT東日本　6－2　JR東日本
- 第4代表トーナメント1回戦

鷺宮製作所　2－1　明治安田生命
- 第2代表決定戦

東京ガス　6－1　JR東日本
- 第3代表決定戦

JR東日本　11－1　セガサミー　（7回コールド）
- 第4代表決定戦

セガサミー　12－2　鷺宮製作所
NTT東日本、東京ガス、JR東日本、セガサミーが本戦出場

## 西関東地区

### 神奈川県1次予選
- 1回戦

茅ヶ崎サザンカイツ　7－3　相模原クラブ
京浜野球倶楽部　8－7　EMANON Baseball Club 戸塚
横浜球友クラブ　12－5　国際総合伊勢原クラブ
横浜中央クラブ　2－1　横浜ベイブルース
- 2回戦（代表決定戦）

茅ヶ崎サザンカイツ　5－3　全川崎クラブ
湘南ひらつかマルユウベースボールクラブ　10－6　京浜野球倶楽部
横浜球友クラブ　3－1　WIEN BASEBALL CLUB
横浜金港クラブ　9－1　横浜中央クラブ
- 準決勝

茅ヶ崎サザンカイツ　4－1　湘南ひらつかマルユウベースボールクラブ
横浜金港クラブ　8－7　横浜球友クラブ
- 決勝

横浜金港クラブ　3－2　茅ヶ崎サザンカイツ
横浜金港クラブ、茅ヶ崎サザンカイツ、横浜球友クラブ、湘南ひらつかマルユウベースボールクラブが西関東2次予選に進出

### 山梨県1次予選
- 1回戦

甲斐府中クラブ　7－2　南アルプス硬式野球倶楽部
大富士BASEBALL CREW　10－8　桂倶楽部
- 2回戦

山梨球友クラブ　11－1　上野原硬式野球クラブ
甲斐府中クラブ　9－0　北杜クラブ
大富士BASEBALL CREW　10－9　TSUKUMO BASEBALL CLUB
- 準決勝（代表決定戦）

山梨球友クラブ　4－1　YGSダイヤモンズ
甲斐府中クラブ　10－2　大富士BASEBALL CREW
- 決勝

甲斐府中クラブ　12－9　山梨球友クラブ
甲斐府中クラブ、山梨球友クラブが西関東2次予選に進出

### 西関東2次予選
（1次予選免除：東芝、三菱日立パワーシステムズ、JX-ENEOS（以上神奈川県））
- 1回戦

横浜球友クラブ　7－5　甲斐府中クラブ
湘南ひらつかマルユウベースボールクラブ　11－2　茅ヶ崎サザンカイツ
横浜金港クラブ　11－3　山梨球友クラブ
- 2回戦

東芝　12－0　横浜球友クラブ
三菱日立パワーシステムズ　11－1　湘南ひらつかマルユウベースボールクラブ
JX-ENEOS　11－0　横浜金港クラブ
- 代表決定リーグ戦

第1戦　三菱日立パワーシステムズ　6－0　東芝
第2戦　三菱日立パワーシステムズ　4－1　JX-ENEOS　（延長12回）
第3戦　東芝　5－0　JX-ENEOS
（1位：三菱日立パワーシステムズ（2勝）、2位：東芝（1勝1敗）、3位：JX-ENEOS（2敗））
三菱日立パワーシステムズ、東芝が本戦出場

## 東海地区

### 静岡県1次予選
- 1回戦

静岡硬式野球倶楽部　17－2　中電硬式野球クラブ
- 2回戦

浜松ケイ・スポーツBC　15－1　静岡硬式野球倶楽部
ヤマハ発動機野球部　10－3　富士クラブ
- 順位決定戦

静岡硬式野球倶楽部　10－6　富士クラブ
- 代表決定戦

浜松ケイ・スポーツBC　13－2　ヤマハ発動機野球部
浜松ケイ・スポーツBCが東海2次予選に進出

### 愛知県1次予選
- 1回戦

矢場とんブースターズ　18－1　通信教育総合学園ROOKIES
エディオン愛工大OB BLITZ　7－0　CENTRAL ARCH
- 2回戦

矢場とんブースターズ　11－0　鳥開ベースボールクラブ
エディオン愛工大OB BLITZ　5－0　愛知ベースボール倶楽部
- 代表決定戦

矢場とんブースターズ　11－0　エディオン愛工大OB BLITZ
矢場とんブースターズが東海2次予選に進出

### 三重県1次予選
- 1回戦

三重高虎ベースボールクラブ　5－4　明野レジェンズ
全三重クラブ　6－2　奥伊勢クラブ
- 代表決定戦

全三重クラブ　10－6　三重高虎ベースボールクラブ
全三重クラブが東海2次予選に進出

### 東海2次予選
（推薦出場：トヨタ自動車（愛知県）、1次予選免除：ヤマハ（静岡県）、ジェイプロジェクト、王子、東邦ガス、JR東海、新日鐵住金東海REX、三菱重工名古屋、三菱自動車岡崎、東海理化（以上愛知県）、西濃運輸、岐阜硬式野球倶楽部（以上岐阜県）、Honda鈴鹿、永和商事ウイング（以上三重県））
- 第1代表トーナメント1回戦

王子　6－0　ジェイプロジェクト
東邦ガス　13－1　浜松ケイ・スポーツBC
Honda鈴鹿　4－1　ヤマハ
西濃運輸　12－0　岐阜硬式野球倶楽部
新日鐵住金東海REX　2－1　JR東海
三菱重工名古屋　27－0　全三重クラブ
三菱自動車岡崎　8－1　永和商事ウイング
東海理化　19－0　矢場とんブースターズ
- 第1代表トーナメント2回戦

東邦ガス　4－3　王子
Honda鈴鹿　4－2　西濃運輸
三菱重工名古屋　10－5　新日鐵住金東海REX
三菱自動車岡崎　2－0　東海理化
- 第3代表トーナメント1回戦

浜松ケイ・スポーツベースボールクラブ　2－0　ジェイプロジェクト
ヤマハ　10－0　岐阜硬式野球倶楽部
JR東海　16－0　全三重クラブ
矢場とんブースターズ　8－2　永和商事ウイング
- 第1代表トーナメント3回戦

Honda鈴鹿　11－2　東邦ガス
三菱自動車岡崎　4－2　三菱重工名古屋
- 第3代表トーナメント2回戦

西濃運輸　10－1　浜松ケイ・スポーツベースボールクラブ
ヤマハ　6－3　王子
JR東海　3－1　東海理化
新日鐵住金東海REX　4－0　矢場とんブースターズ
- 第2代表トーナメント1回戦

東邦ガス　5－2　三菱重工名古屋
- 第1代表決定戦

三菱自動車岡崎　6－4　Honda鈴鹿
- 第3代表トーナメント3回戦

西濃運輸　7－4　ヤマハ
新日鐵住金東海REX　6－4　JR東海
- 第6代表トーナメント1回戦

東海理化　4－3　浜松ケイ・スポーツベースボールクラブ
王子　7－0　矢場とんブースターズ
- 第4代表トーナメント1回戦

JR東海　9－2　ヤマハ
- 第2代表決定戦

東邦ガス　9－7　Honda鈴鹿
- 第6代表トーナメント2回戦

東海理化　9－7　王子
- 第4代表トーナメント2回戦

三菱重工名古屋　5－4　JR東海
- 第6代表トーナメント3回戦

東海理化　4－3　ヤマハ
- 第3代表決定戦

新日鐵住金東海REX　8－7　西濃運輸
- 第4代表決定戦

三菱重工名古屋　8－1　Honda鈴鹿
- 第6代表トーナメント4回戦

東海理化　4－3　JR東海
- 第5代表決定戦

Honda鈴鹿　2－0　西濃運輸
- 第6代表決定戦

西濃運輸　3－2　東海理化
三菱自動車岡崎、東邦ガス、新日鐵住金東海REX、三菱重工名古屋、Honda鈴鹿、西濃運輸が本戦出場

## 近畿地区

### 滋賀県1次予選
- 1回戦

甲賀健康医療専門学校　7－1　全大津野球団
OBC高島　12－4　瀬田クラブ
湖南ベースボールクラブ　（不戦勝）　近江八幡野球クラブ
- 2回戦

OBC高島　4－0　甲賀健康医療専門学校
カナフレックス　23－0　湖南ベースボールクラブ
- 代表決定戦

OBC高島　2－0　カナフレックス
OBC高島が滋賀県・京都府・奈良県1次予選に進出

### 京都府1次予選
- 1回戦

山城ベースボールクラブ　11－1　東山クラブ
東宇治クラブ　9－8　京都フルカウンツ
宇治ベースボールクラブ　（不戦勝）　鴨沂クラブ
DBグラッズ　14－1　京都ジャスティス
- 2回戦

島津製作所　10－0　山城ベースボールクラブ
三菱自動車京都ダイヤフェニックス　16－0　東宇治クラブ
ミキハウスベースボールクラブ　12－0　宇治ベースボールクラブ
京都常陽ファイアーバーズ　6－5　DBグラッズ
- 準決勝

島津製作所　7－0　三菱自動車京都ダイヤフェニックス
ミキハウスベースボールクラブ　4－0　京都常陽ファイアーバーズ
- 代表決定戦

ミキハウスベースボールクラブ　7－0　島津製作所
ミキハウスベースボールクラブが滋賀県・京都府・奈良県1次予選に進出

### 奈良県1次予選
- 1回戦

奈良Jメンテナンス野球クラブ　4－2　帝塚山大学OBクラブ
奈良アンビションズクラブ　12－0　関西HANG硬式野球団
大和高田クラブ　18－0　GSG斑鳩
一城クラブ　12－11　奈良フレンドベースボールクラブ
- 敗者復活1回戦

帝塚山大学OBクラブ　7－0　関西HANG硬式野球団
奈良フレンドベースボールクラブ　10－0　GSG斑鳩
- 2回戦

奈良Jメンテナンス野球クラブ　10－0　奈良アンビションズクラブ
大和高田クラブ　11－1　一城クラブ
- 敗者復活2回戦

帝塚山大学OBクラブ　6－1　一城クラブ
奈良フレンドベースボールクラブ　10－2　奈良アンビションズクラブ
- 3回戦

大和高田クラブ　9－0　奈良Jメンテナンス野球クラブ
- 敗者復活3回戦

帝塚山大学OBクラブ　8－4　奈良フレンドベースボールクラブ
- 敗者復活4回戦

奈良Jメンテナンス野球クラブ　9－8　帝塚山大学OBクラブ
- 代表決定戦

大和高田クラブ　11－2　奈良Jメンテナンス野球クラブ
大和高田クラブが滋賀県・京都府・奈良県1次予選に進出

### 滋賀県・京都府・奈良県1次予選
- 代表決定リーグ戦

第1戦　OBC高島　5－2　大和高田クラブ
第2戦　大和高田クラブ　5－4　ミキハウスベースボールクラブ
第3戦　OBC高島　5－4　ミキハウスベースボールクラブ
（1位：OBC高島（2勝）、2位：大和高田クラブ（1勝1敗）、3位：ミキハウスベースボールクラブ（2敗））
OBC高島、大和高田クラブが近畿2次予選に進出

### 大阪府・和歌山県1次予選
- 1回戦

大阪ウイング硬式野球クラブ　7－3　履正社ベースボールクラブ
- 2回戦

関西硬式野球クラブ　7－6　履正社学園
NSBベースボールクラブ　4－0　大阪ウイング硬式野球クラブ
泉州大阪野球団　9－6　大阪HDベースボールクラブ
和歌山箕島球友会　12－2　八尾ベースボールクラブ
- 準決勝

NSBベースボールクラブ　7－6　関西硬式野球クラブ
和歌山箕島球友会　8－3　泉州大阪野球団
- 代表決定戦

NSBベースボールクラブ　6－3　和歌山箕島球友会
NSBベースボールクラブが近畿2次予選に進出

### 兵庫県1次予選
- 1回戦

関メディベースボール学院　10－6　NOMOベースボールクラブ
兵庫県警察硬式野球部県警桃太郎　12－0　神戸レールスターズ
- 2回戦

関メディベースボール学院　5－0　全播磨硬式野球団
兵庫県警察硬式野球部県警桃太郎　16－1　KC西宮
- 代表決定戦

関メディベースボール学院　10－3　兵庫県警察硬式野球部県警桃太郎
関メディベースボール学院が近畿2次予選に進出

### 近畿2次予選
（1次予選免除：日本新薬、ニチダイ（以上京都府）、日本生命、NTT西日本、大阪ガス、パナソニック（以上大阪府）、新日鐵住金広畑、三菱重工神戸・高砂（以上兵庫県））
- 第1代表トーナメント1回戦

新日鐵住金広畑　6－3　NSBベースボールクラブ
ニチダイ　7－1　OBC高島
大和高田クラブ　4－1　大阪ガス
パナソニック　9－0　関メディベースボール学院
- 第1代表トーナメント2回戦

日本生命　2－1　新日鐵住金広畑
NTT西日本　3－1　ニチダイ
日本新薬　5－0　大和高田クラブ
三菱重工神戸・高砂　2－1　パナソニック
- 第1代表トーナメント3回戦

日本生命　2－0　NTT西日本
日本新薬　1－0　三菱重工神戸・高砂
- 第4代表トーナメント1回戦

OBC高島　7－2　NSBベースボールクラブ
大阪ガス　10－0　関メディベースボール学院
- 第3代表トーナメント1回戦

ニチダイ　5－2　新日鐵住金広畑
パナソニック　4－3　大和高田クラブ
- 第2代表トーナメント1回戦

NTT西日本　1－0　三菱重工神戸・高砂
- 第1代表決定戦

日本生命　3－1　日本新薬
- 第4代表トーナメント2回戦

大和高田クラブ　3－2　OBC高島
大阪ガス　8－4　新日鐵住金広畑
- 第4代表トーナメント3回戦

大阪ガス　2－1　大和高田クラブ
- 第3代表トーナメント2回戦

ニチダイ　0－0　パナソニック　（8回降雨コールド再試合）
パナソニック　1－0　ニチダイ
- 第4代表トーナメント4回戦

大阪ガス　3－0　三菱重工神戸・高砂
- 第2代表決定戦

NTT西日本　3－0　日本新薬　（延長13回）
- 第3代表決定戦

日本新薬　4－2　パナソニック　（延長10回）
- 第5代表トーナメント1回戦

三菱重工神戸・高砂　3－0　ニチダイ
- 第4代表決定戦

パナソニック　4－1　大阪ガス
- 第5代表決定戦

三菱重工神戸・高砂　3－2　大阪ガス
日本生命、NTT西日本、日本新薬、パナソニック、三菱重工神戸・高砂が本戦出場

## 中国地区

### 岡山県・島根県1次予選
- 対抗戦

第1戦　三菱自動車倉敷オーシャンズ　11－1　MJG島根
第2戦　三菱自動車倉敷オーシャンズ　5－4　MJG島根
- 1回戦

シティライト岡山　3－1　三菱自動車倉敷オーシャンズ
倉敷ピーチジャックス　4－1　ショウワコーポレーション
- 代表決定戦

シティライト岡山　9－1　倉敷ピーチジャックス
シティライト岡山が中国地区2次予選へ進出
- 敗者復活1回戦

三菱自動車倉敷オーシャンズ　7－0　ショウワコーポレーション
- 敗者復活代表決定戦

三菱自動車倉敷オーシャンズ　10－0　倉敷ピーチジャックス
三菱自動車倉敷オーシャンズが中国地区1次予選へ進出

### 広島県1次予選
- 1回戦

JR西日本　17－1　広島鯉城クラブ
ツネイシブルーパイレーツ　7－3　伯和ビクトリーズ
JFE西日本　3－2　MSH医療専門学校
三菱重工広島　7－0　福山ローズファイターズ
- 2回戦

JR西日本　3－1　ツネイシブルーパイレーツ
三菱重工広島　6－3　JFE西日本
- 敗者復活1回戦

MSH医療専門学校　5－2　広島鯉城クラブ
伯和ビクトリーズ　7－0　福山ローズファイターズ
- 決勝戦

三菱重工広島　7－2　JR西日本
- 敗者復活代表決定戦

伯和ビクトリーズ　3－2　MSH医療専門学校
三菱重工広島、JR西日本、ツネイシブルーパイレーツ、JFE西日本、伯和ビクトリーズが中国地区2次予選へ進出

MSH医療専門学校は中国地区1次予選へ進出

### 山口県1次予選
- 1回戦

岩国五橋クラブ　5－3　海上自衛隊岩国クラブ
- 2回戦

山口防府ベースボールクラブ　4－3　岩国五橋クラブ
光シーガルズ　3－0　航空自衛隊防府クラブ
- 代表決定戦

光シーガルズ　5－2　山口防府ベースボールクラブ
光シーガルズが中国地区2次予選へ進出

山口防府ベースボールクラブが中国地区1次予選へ進出

### 中国地区1次予選
- 代表決定リーグ戦

第1戦　三菱自動車倉敷オーシャンズ　6－2　MSH医療専門学校
第2戦　MSH医療専門学校　7－2　山口防府ベースボールクラブ
第3戦　三菱自動車倉敷オーシャンズ　9－2　山口防府ベースボールクラブ
（1位：三菱自動車倉敷オーシャンズ（2勝）、2位：MSH医療専門学校（1勝1敗）、3位：山口防府ベースボールクラブ（2敗））
三菱自動車倉敷オーシャンズが中国地区2次予選へ進出

### 中国地区2次予選
- 予選リーグAグループ

第1戦　三菱重工広島　2－0　ツネイシブルーパイレーツ
第2戦　シティライト岡山　8－4　三菱自動車倉敷オーシャンズ
第3戦　三菱重工広島　8－3　シティライト岡山
第4戦　ツネイシブルーパイレーツ　4－3　三菱自動車倉敷オーシャンズ
第5戦　三菱自動車倉敷オーシャンズ　6－2　三菱重工広島
第6戦　シティライト岡山　8－3　ツネイシブルーパイレーツ
（1位：三菱重工広島（2勝1敗）、2位：シティライト岡山（2勝1敗）、3位：ツネイシブルーパイレーツ（1勝2敗）、4位：三菱自動車倉敷オーシャンズ（1勝2敗）＝1・2位、3・4位は直接対戦の結果による）
- 予選リーグBグループ

第1戦　JR西日本　8－4　光シーガルズ
第2戦　JFE西日本　8－6　伯和ビクトリーズ
第3戦　光シーガルズ　3－1　JFE西日本
第4戦　JR西日本　8－2　伯和ビクトリーズ
第5戦　JR西日本　5－0　JFE西日本
第6戦　伯和ビクトリーズ　6－2　光シーガルズ
（1位：JR西日本（3勝）、2位：JFE西日本（1勝2敗）、3位：光シーガルズ（1勝2敗）、4位：伯和ビクトリーズ（1勝2敗）＝2～4位は失点率の差による）
- 準決勝

三菱重工広島　4－3　JFE西日本
シティライト岡山　4－2　JR西日本
- 敗者復活1回戦

JR西日本　11－2　JFE西日本
- 第1代表決定戦

三菱重工広島　3－2　シティライト岡山
- 第2代表決定戦

JR西日本　4－1　シティライト岡山
三菱重工広島、JR西日本が本戦出場

## 四国地区

### 1次予選
- リーグ戦

第1戦　四国銀行　6－1　アークバリア
第2戦　松山フェニックス　6－1　徳島野球倶楽部
第3戦　四国銀行　7－0　徳島野球倶楽部
第4戦　JR四国　11－2　アークバリア
第5戦　アークバリア　4－3　松山フェニックス
第6戦　JR四国　3－1　四国銀行
第7戦　JR四国　7－0　松山フェニックス
第8戦　アークバリア　3－1　徳島野球倶楽部
第9戦　JR四国　9－2　徳島野球倶楽部
第10戦　四国銀行　7－5　四国銀行
（1位：JR四国（4勝）、2位：四国銀行（3勝1敗）、3位：アークバリア（2勝2敗）、4位：松山フェニックス（1勝3敗）、5位：徳島野球倶楽部（4敗））
JR四国、四国銀行、アークバリア、松山フェニックスが2次予選に進出

### 2次予選
- 1回戦

JR四国　7－0　松山フェニックス
四国銀行　3－0　アークバリア
- 代表決定戦

JR四国　8－1　四国銀行
JR四国が本戦出場

## 九州地区

### 福岡県1次予選
- 1回戦

日本ウェルネススポーツ大学北九州　5－4　福岡ベースボールクラブ
- 代表決定戦

JR九州　17－0　日本ウェルネススポーツ大学北九州
西部ガス　10－0　沖データ・コンピュータ教育学院
九州三菱自動車　12－0　苅田ビクトリーズベースボールクラブ
- 敗者復活1回戦

苅田ビクトリーズベースボールクラブ　（不戦勝）　福岡ベースボールクラブ
沖データ・コンピュータ教育学院　8－1　日本ウェルネススポーツ大学北九州
- 敗者復活代表決定戦

沖データ・コンピュータ教育学院　2－1　苅田ビクトリーズベースボールクラブ
JR九州、西部ガス、九州三菱自動車、苅田ビクトリーズベースボールクラブが九州2次予選に進出

### 大分県1次予選
- 1回戦

新日鐵住金大分　13－2　大分ソーリンズ野球倶楽部
九州総合スポーツカレッジ　8－7　BANベースボールクラブ
- 順位決定戦

BANベースボールクラブ　9－5　大分ソーリンズ野球倶楽部
- 代表決定戦

九州総合スポーツカレッジ　5－2　新日鐵住金大分
九州総合スポーツカレッジは九州2次予選に進出、新日鐵住金大分は大分県・熊本県・佐賀県1次予選に進出

### 熊本県1次予選
- 1回戦（代表決定戦）

鮮ど市場ゴールデンラークス　31－0　八代レッドスター硬式野球クラブ
Honda熊本　10－0　九州工科自動車専門学校
- 順位決定戦

八代レッドスター硬式野球クラブ　4－3　九州工科自動車専門学校
鮮ど市場ゴールデンラークス、Honda熊本は九州2次予選に進出、八代レッドスター硬式野球クラブは大分県・熊本県・佐賀県1次予選に出場

### 佐賀県1次予選
- 対抗戦

佐賀魂　9－4　ビクトリークロウ
両チームが大分県・熊本県・佐賀県1次予選に進出

### 大分県・熊本県・佐賀県1次予選
- 1回戦

八代レッドスター硬式野球クラブ　8－2　ビクトリークロウ
新日鐵住金大分　6－0　佐賀魂
- 代表決定戦

新日鐵住金大分　23－0　八代レッドスター硬式野球クラブ
新日鐵住金大分が九州2次予選に進出

### 南九州地区1次予選
- 1回戦

宮崎梅田学園　12－1　宮崎福祉医療カレッジ
鹿児島ドリームウェーブ　17－0　宮崎灼熱フェニックス
- 決勝戦

宮崎梅田学園　7－0　鹿児島ドリームウェーブ
宮崎梅田学園、鹿児島ドリームウェーブが九州2次予選へ進出

### 沖縄県1次予選
- 1回戦

エナジック　10－1　てるクリニック
- 2回戦

沖縄電力　9－1　エナジック
ビッグ開発ベースボールクラブ　14－1　クリード安仁屋ベースボールクラブ
- 敗者復活1回戦

エナジック　11－1　クリード安仁屋ベースボールクラブ
- 代表決定戦

沖縄電力　4－1　ビッグ開発ベースボールクラブ
- 敗者復活代表決定戦

エナジック　9－1　ビッグ開発ベースボールクラブ
沖縄電力、エナジックが九州2次予選に進出

### 九州2次予選
- 第1代表トーナメント1回戦

新日鐵住金大分　1－0　沖データ・コンピュータ教育学院
宮崎梅田学園　7－1　九州総合スポーツカレッジ
エナジック　5－3　鮮ど市場ゴールデンラークス
沖縄電力　9－0　鹿児島ドリームウェーブ
- 第1代表トーナメント2回戦

Honda熊本　4－3　新日鐵住金大分
九州三菱自動車　3－1　宮崎梅田学園
西部ガス　4－2　エナジック
JR九州　5－4　沖縄電力
- 第2代表トーナメント1回戦

エナジック　2－0　沖データ・コンピュータ教育学院
沖縄電力　4－3　九州総合スポーツカレッジ
鮮ど市場ゴールデンラークス　4－1　新日鐵住金大分
宮崎梅田学園　8－2　鹿児島ドリームウェーブ
- 第2代表トーナメント2回戦

エナジック　6－5　沖縄電力
宮崎梅田学園　2－1　鮮ど市場ゴールデンラークス
- 第1代表トーナメント準決勝

Honda熊本　2－1　九州三菱自動車
西部ガス　4－2　JR九州
- 第2代表トーナメント3回戦

九州三菱自動車　11－8　エナジック
JR九州　2－1　宮崎梅田学園
- 第3代表トーナメント1回戦

宮崎梅田学園　8－1　エナジック
- 第2代表トーナメント4回戦

九州三菱自動車　6－4　JR九州
- 第1代表決定戦

西部ガス　2x－1　Honda熊本
- 第3代表トーナメント2回戦

JR九州　9－8　宮崎梅田学園
- 第2代表決定戦

Honda熊本　5－3　九州三菱自動車
- 第3代表決定戦

九州三菱自動車　2－1　JR九州
西部ガス、Honda熊本、九州三菱自動車が本戦出場